# Liste der Bürgermeister der Stadt Salzburg

Stadtwappen

Die Liste der Bürgermeister der Stadt Salzburg beginnt mit dem ersten namentlich bekannten Bürgermeister Konrad Taufkind (um 1370). Kaiser Friedrich III. gewährte 1481 der Stadt durch einen Ratsbrief das Recht zur Ernennung des Stadtrats und des Bürgermeisters. Die Stadt Salzburg selbst bezeichnet jedoch bereits seit Konrad Taufkind ihre Stadtherren als Bürgermeister.

## Bürgermeister bis zum Ratsbrief
| - Etwa 1370–etwa 1374 Konrad Taufkind († 1382) - 1375–1376 Peter Weiß (Keutzl), Virgil Sappl - 1377–1378 Christian Nerär, Paul Köllrer - 1379–1380 Hans Stölzel, Niklas Züngel d. J. - 1381: Martin Aufner - 1389 Ulrich Samer - 1392 Jakob Keutzl - 1399–1400 Martin Räutter - 1402 Heinrich Hudacher, Jakob Gaumüller - 1403 Jakob Gaumüller, Philipp Andrä - 1404 Martin Aufner, Heinrich Dankl - 1405 Heinrich Dankl, Peter Quintein - 1406–1407 Ruprecht Venediger - 1408 Konrad Gartner, Ruprecht Venediger - 1409 Ruprecht Venediger - 1410 Ruprecht Venediger, Hans Ramsauer - 1411 Ruprecht Zändel, Konrad Aigl - 1414–1415 Otto Keutzl - 1416–1417 Peter Feiertag, Hans Keutzl - 1418 Friedrich Zandl, Ulrich Dankl - 1419 Friedrich Zandl - 1420 Friedrich Zandl, Ulrich Dankl - 1422 Martin Aufner, Michael Stumpf, Hans Öder - 1423 Christian Köllrer - 1424–1425 Christian Köllrer, Hans Kaser - 1426–1427 Konrad Ebner, Wilhelm Aigl - 1428 Paul Keutzl, Kaspar Öder, Martin Aufner - 1429–1430 Paul Keutzl, Kaspar Öder - 1431–1433 Hans Gruber, Hans Rubein - 1434 Niklas Öder, Hans Gruber - 1435 Hans Bayer, Niklas Öder | - 1438 Sigmund Keutzl, Leonhard Waginger - 1441–1443 Vinzenz Plab, Hans Prätzl - 1444 Vinzenz Plab, Ortwein Krapf - 1446 Ulrich Mörß, Ortwein Krapf, (Ulrich Elsenheimer?) - 1447 Ulrich Mörß, Ulrich Elsenheimer - 1448 Ulrich Mörß, Wilhelm Aigl, Stefan Klanner - 1449 Wilhelm Aigl, Stefan Klanner - 1450 Wilhelm Aigl - 1451 Virgil Venediger, Jobst Haßler - 1453 Virgil Venediger - 1454 Gabriel Kaser, Hans Elsenheimer - 1455 Wilhelm Goldschmied, Wilhelm Stumpf - 1457 Ortwein Krapf, Wilhelm Stumpf - 1458 Hans Elsenheimer, Matthäus Aigner, Wilhelm Stumpf, Wilhelm Goldschmied - 1459–1460 Hans Elsenheimer - 1461 Hans Elsenheimer, Wilhelm Stumpf - 1462 Wilhelm Stumpf, Hans Prätzl - 1463 Hans Prätzl - 1464–1465 Stefan Klanner, Stefan Knoll - 1466 Stefan Knoll, Wilhelm Stumpf - 1468 Hans Koppler, Jakob Schönberger - 1469 Hans Elsenheimer, Ruprecht Fröschlmoser - 1470–1471 Ruprecht Fröschlmoser - 1472 Hans Elsenheimer - 1473 Hans Elsenheimer, Ruprecht Fröschlmoser - 1474 Ruprecht Kaserer, Wilhelm Pirger - 1475 Hans Knoll, Oswald Elsenheimer - 1476 Jakob Schönberger, Wilhelm Pirger - 1477 Jakob Schönberger, Lorenz Krall - 1479 Georg Waginger - 1480 Hans Knoll, Oswald Elsenheimer |

## Frei gewählte Bürgermeister 1481 bis 1511
| - 1481–1482 Hans Knoll - 1483 Hans Elsenheimer - 1484 Kaspar Laubinger - 1485 Georg Waginger - 1486–1488 Hans Glafenberger, Hans Ramsberger - 1489 Hans Knoll, Hans Glafenberger - 1490 Jakob Schönberger - 1491 Hans Glafenberger - 1492–1493 Georg Waginger, Ruprecht Morauer - 1494 Jakob Schönberger | - 1495 Georg Waginger - 1496–1498 Jakob Schönberger - 1499 Ruprecht Morauer - 1500 Jakob Schönberger - 1501–1506 Virgil Schwaiger - 1507 Hans Gaugsberger, Hans Matsberger - 1508–1509 Hans Matsberger - 1510 Virgil Schwaiger, Hans Matsperger - 1511 Hans Matsperger |

## Bürgermeister von 1511 bis 1741
| - 1511 Virgil Fröschlmoser, Hans Ritzinger - 1512 Virgil Waginger, Sebastian Klanner - 1513 Virgil Fröschlmoser, Hans Braun - 1514 Hans Ritzinger, Sebastian Klanner - 1515 Virgil Waginger, Stephan Bauhamer - 1516 Virgil Fröschlmoser, Christoph Gutrater - 1517 Sebastian Klanner, Wolfgang Knoll - 1518 Sebastian Waginger, Hans Braun - 1519 Virgil Fröschlmoser, Sebastian Klanner - 1520 Virgil Waginger, Virgil Rauchenberger - 1521 Sebastian Klanner, Hans Schnell - 1523 Virgil Fröschlmoser, Wolfgang Knoll - 1524 Virgil Waginger - 1525 Ruprecht Lasser - 1526 Sebastian Waginger - 1527 Wolfgang Widmer - 1528 Ludwig Alt - 1529 Georg Oeder - 1530 Christoph Schwaiger - 1531 Amand Gutzner - 1532 Ludwig Alt - 1533 Wolfgang Widmer - 1534 Amand Gutzner - 1535 Georg Oeder - 1536 Wolfgang Widmer - 1537 Georg Oeder - 1538–1539 Wolfgang Widmer - 1540 Christoph Schwaiger - 1541 Christoph Riß - 1542–1543 Veit Praun - 1544–1553 Hans Zachner - 1554–1558 Wolf Lasser - 1559 Hans Zachner | - 1560–1561 Ludwig Alt d. Ä. - 1561–1562 Veit Praun - 1562 Georg Unterholzer - 1563 Christoph Riß - 1564 Wolf Eder - 1565 Sebastian Althamer - 1566 Wolf Schützinger - 1567–1568 Ludwig Alt d. Ä. - 1568–1569 Wolf Dietrich Puller - 1570–1572 Hans Elsenheimer - 1573–1575 Sebastian Althamer - 1576 Wolf Dietrich Puller - 1576–1586 Wolf Schützinge - 1587–1588 Ludwig Alt d. Ä. - 1589–1593 Hans Thalhamer - 1594–1598 Jakob Brenner - 1598–1599 Georg Rottmayr - 1600–1606 Georg Kirchberger - 1607–1611 Maximilian Stainhauser - 1611–1636 Kaspar Hahn - 1637–1643/50 Michael Baumann - 1650/51–1658 Johann Kellenberger - 1658 Stefan Fuchs - 1662–1667 Stefan Fuchs - 1667–1670 Maximilian Ragginger - 1670–1673 Johann Ragginger - 1673–1674 Johann Heß - 1674–1691 Ferdinand Peisser - 1691–1700 Bartlmä Bergamin - 1701–1719 Peter Zillner - 1719–1732 Anton Strobl - 1732–1741 Michael Wenger |

## Bürgermeister von 1741 bis 1816 (bis zur Eingliederung Salzburgs an Österreich)
| Name                        | Lebensdaten                                                          | Amtszeit  |
| --------------------------- | -------------------------------------------------------------------- | --------- |
| Kaspar Wilhelmseder         | * 15. Dezember 1682 in Tittmoning, † 7. November 1755 in Salzburg    | 1741–1755 |
| Johann Christian Paurnfeind | * 21. Juni 1687 in Salzburg; † 13. Januar 1768 ebenda                | 1755–1768 |
| Sigmund Haffner d. Ä.       | * 29. Oktober 1699 in Jenbach (Tirol); † 15. Januar 1772 in Salzburg | 1768–1772 |
| Ignatz Anton von Weiser     | * 1. März 1701 in Salzburg; † 26. Dezember 1785 ebenda               | 1772–1775 |
| Johann Peter Metzger        | * 23. Februar 1723 in Salzburg; † 14. Dezember 1795 ebenda           | 1775–1795 |
| Ignaz von Heffter           | * 1. Juni 1740 in Salzburg, † 24. August 1818 ebenda                 | 1796–1811 |
| Munizipal-Rat               | Christian Zezi, Joseph Metzger, Anton Scharl, Georg Hinterhuber      | 1811–1816 |

## Kaisertum Österreich und Österreichisch-Ungarische Monarchie
| Name                        | Lebensdaten                                                                                | Amtszeit  |
| --------------------------- | ------------------------------------------------------------------------------------------ | --------- |
| Provisorischer Magistrat    | Provisorischer Magistrat                                                                   | 1816–1818 |
| Anton von Heffter           | * 15. Juni 1777 in Salzburg; † 26. Juni 1844 ebenda                                        | 1818–1831 |
| Alois Lergetporer           | * 17. Juni 1786 in Schwaz (Tirol); † 29. April 1851 in Salzburg                            | 1831–1847 |
| Mathias Gschnitzer          | * 10. Juli 1808 in Salzburg; † 29. Oktober 1884 ebenda                                     | 1847–1850 |
| Franz Xaver Späth           | * 21. Dezember 1787 in Salzburg; † 13. Februar 1853 ebenda                                 | 1850–1853 |
| Alois Spängler              | * 12. Juni 1800 in Salzburg; † 15. Juni 1875 ebenda                                        | 1853–1861 |
| Heinrich Ritter von Mertens | * 28. April 1811 in Wien; † 26. Oktober 1872 in Salzburg                                   | 1861–1872 |
| Ignaz Harrer                | * 19. Juli 1826 in Lambach (Österreich ob der Enns); † 11. Juni 1905 in Salzburg           | 1872–1875 |
| Rudolf Biebl                | * 6. April 1820 in Salzburg; † 19. April 1895 ebenda                                       | 1875–1885 |
| Leopold Scheibl             | * 4. November 1817 in Schärding (Österreich ob der Enns); † 17. September 1894 in Salzburg | 1885–1888 |
| Albert Schumacher           | * 8. November 1844 in Salzburg; † 15. März 1913 ebenda                                     | 1888–1890 |
| Franz von Hueber            | * 17. März 1845 in Salzburg; † 11. Mai 1936 ebenda                                         | 1890–1894 |
| Gustav Zeller               | * 9. April 1850 in Salzburg; † 26. April 1902 ebenda                                       | 1894–1898 |
| Eligius Scheibl             | * 11. November 1851 in Braunau (Österreich ob der Enns); † 16. Jänner 1936 in Salzburg     | 1898–1900 |
| Franz Berger                | * 7. April 1860 in Pattigham, (Österreich ob der Enns); † 11. März 1929 in Salzburg        | 1900–1912 |
| Max Ott                     | * 4. November 1855 in Rimpach (Württemberg); † 23. April 1941 in Salzburg                  | 1912–1919 |

## Erste Republik
| Name / Partei        | Lebensdaten                                                                               | Amtszeit  |
| -------------------- | ----------------------------------------------------------------------------------------- | --------- |
| Josef Preis          | * 19. September 1867 in Siezenheim, † 25. Oktober 1944 ebenda                             | 1919–1927 |
| Max Ott              | * 4. November 1855 in Rimpach (Württemberg); † 23. April 1941 in Salzburg                 | 1927–1935 |
| Richard Hildmann, CS | * 6. Februar 1882 in Bockenheim (Preußen, Deutsches Reich); † 4. Oktober 1952 in Salzburg | 1935–1938 |

## Deutsches Reich
Nach dem Einmarsch der deutschen Truppen am 12. März 1938 gehörte Salzburg als Reichsgau zum Deutschen Reich. Richard Hildmann wurde am selben Tag seines Amtes enthoben und durch den Nationalsozialisten Anton Giger ersetzt. Gemäß dem Reichsgesetz 1938, Stück 116, Nr. 408 führten während der NS-Zeit die Bürgermeister in den Stadtkreisen die Bezeichnung „Oberbürgermeister“, die Bezeichnung „Bürgermeister“ fiel dem ersten Beigeordneten zu. Als solcher fungierte von 1938 bis 1943 Franz Lorenz (* 12. Februar 1897 in Niedernsill; † 14. Februar 1957 in Salzburg) und ab 1943 Harald Lettner (sen.), der als kommissarischer Bürgermeister die Amtsgeschäfte von Lorenz übernahm. Die Amtszeit Gigers endete mit der kampflosen Übergabe der Stadt Salzburg an die Amerikaner am 4. Mai 1945.
| Name / Partei / Titel                                                           | Lebensdaten                                                       | Amtszeit         |
| ------------------------------------------------------------------------------- | ----------------------------------------------------------------- | ---------------- |
| Anton Giger, NSDAP, Oberbürgermeister                                           | * 12. Jänner 1885 in Salzburg; † 5. Mai 1945 ebenda               | 1938–4. Mai 1945 |
| Franz Lorenz, NSDAP, Bürgermeister der Gauhauptstadt Salzburg                   | * 12. Februar 1897 in Niedernsill; † 14. Februar 1957 in Salzburg | 1938–1943        |
| Harald Leitner, NSDAP, Kommissarischer Bürgermeister der Gauhauptstadt Salzburg |                                                                   | 1943–1945        |

## Zweite Republik
Am 5. Mai 1945 wurde Richard Hildmann von den Amerikanern als provisorischer Bürgermeister eingesetzt. Bei den ersten demokratischen Wahlen nach dem Zweiten Weltkrieg ging 1946 Anton Neumayr von der SPÖ als Sieger hervor, Hildmann fungierte bis zu seinem Ableben als Vizebürgermeister. Die Konstituierung des neuen Gemeinderates mit der Wahl der Mitglieder des Stadtratskollegiums erfolgte am 15. April 1946.
| Name / Partei                 | Lebensdaten                                                             | Amtszeit                                                                              |
| ----------------------------- | ----------------------------------------------------------------------- | ------------------------------------------------------------------------------------- |
| Richard Hildmann, ÖVP         | 6. Februar 1882 in Bockenheim; † 4. Oktober 1952 in Salzburg            | 1945–1946 (2. Amtszeit)                                                               |
| Anton Neumayr, SPÖ            | * 1. Juni 1887 in Salzburg, † 18. Juni 1954 ebenda                      | 1946–1951                                                                             |
| Stanislaus Pacher, SPÖ        | * 19. Oktober 1892 in Flattach (Kärnten); † 17. August 1970 in Salzburg | 1952–1957                                                                             |
| Alfred Bäck, SPÖ              | * 21. November 1903 in Saalfelden, † 3. November 1974 in Salzburg       | 1957–1970                                                                             |
| Heinrich Salfenauer, SPÖ      | * 11. September 1920 in Werfen; † 4. April 2016                         | 1970–1980                                                                             |
| Josef Reschen, SPÖ            | * 5. Mai 1941 in Untergraden (Rosental, Stmk.)                          | 1980–1990                                                                             |
| Harald Lettner, SPÖ           | * 21. April 1945 in Salzburg                                            | 1990–1992                                                                             |
| Josef Dechant, ÖVP            | * 18. Mai 1942 in Schneegattern (Oberösterreich)                        | 1992–1999                                                                             |
| direkt gewählte Bürgermeister |                                                                         |                                                                                       |
| Heinz Schaden, SPÖ            | * 29. April 1954 in Graz                                                | 1999 bis 20. September 2017                                                           |
| Harald Preuner, ÖVP           | * 3. August 1959 in Salzburg                                            | von 20. September 2017 (interimistisch) und 10. Dezember 2017 gewählt bis 7. Mai 2024 |
| Bernhard Auinger, SPÖ         | * 4. März 1974 in Salzburg                                              | seit 8. Mai 2024                                                                      |

Im Juli 2023 gab Harald Preuner bekannt, bei der Wahl 2024 nicht mehr anzutreten. Als ÖVP-Spitzenkandidat für die Wahl wurde Florian Kreibich präsentiert.